# Cine de los países escandinavos

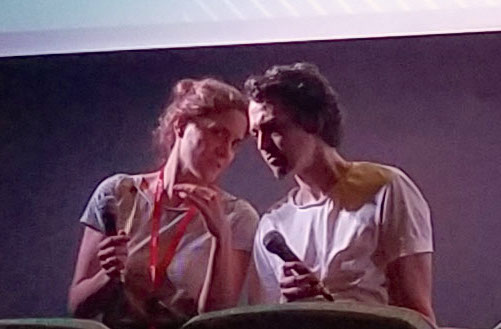
El cineasta sueco Johannes Nyholm (derecha) presentando 'Koko-di Koko-da' en el Buenos Aires Festival Internacional de Cine Independiente 2019.

El cine de los países escandinavos abarca las producciones cinematográficas de Dinamarca, Finlandia, Islandia, Noruega y Suecia. Está tradicionalmente ligado a expresiones basadas en el lenguaje del teatro y a algunas de las principales vanguardias artísticas europeas.
El dramaturgo sueco Ingmar Bergman comenzó a dirigir filmes con una fuerte influencia del lenguaje y de la estética teatral, realizando El séptimo sello, Persona, Gritos y susurros, Fresas salvajes, El huevo de la serpiente y Fanny y Alexander, entre otros.
En 1995, los cineastas daneses Lars von Trier y Thomas Vinterberg publicaron el Manifiesto del Dogma 95, una propuesta estilística para realizar filmes independientes de la industria y los grandes estudios. Pese a haber lanzado el manifiesto, Von Trier no adhirió a sus propias propuestas —con la excepción de Los idiotas— y se hizo conocido por sus grandes producciones de fuerte contenido dramático e impacto ideológico, como la trilogía Europa, Contra viento y marea, Bailarina en la oscuridad y Dogville.
El cineasta islandés Friðrik Þór Friðriksson, uno de los cineastas más importantes de su país, fundó la primera revista islandesa sobre cine y participó de la creación del Reykjavik Film Festival. En 1991, el filme Los hijos de la Naturaleza (Börn náttúrunnar/Children of Nature) fue seleccionado para competir por el Oscar a la mejor película extranjera.
La serie policial Bordertown, realizada en Finlandia con actores finlandeses, ha alcanzado éxito en Netflix.

## Principales directores
- Ingmar Bergman
- Victor Sjöström
- Lars Von Trier
- Thomas Vinterberg
- Søren Kragh-Jacobsen
- Tomas Alfredson
- Fridrik Thor Fridriksson
- Aki Kaurismäki